# أنا أريد أن أمسك بيدك (فلم)
أنا أريد أن أمسك بيدك  (بالإنجليزية: I Wanna Hold Your Hand) هو فيلم كوميدي تم إنتاجه في الولايات المتحدة وصدر في سنة 1978. الفيلم من إخراج روبرت زيميكس وكتابة روبرت زيميكس.

## الميزانية والإيرادات
حقق أرباحا تقدر بـ 1,944,682 دولار.

## وصلات خارجية
- مقالات تستعمل روابط فنية بلا صلة مع ويكي بيانات